# Trinidad Malpica Hernández
Trinidad Malpica Hernández är en ort i Mexiko.   Den ligger i kommunen Macuspana och delstaten Tabasco, i den sydöstra delen av landet, 800 km öster om huvudstaden Mexico City. Trinidad Malpica Hernández ligger 12 meter över havet och antalet invånare är 431.
Terrängen runt Trinidad Malpica Hernández är mycket platt. Runt Trinidad Malpica Hernández är det ganska glesbefolkat, med 34 invånare per kvadratkilometer. Trakten runt Trinidad Malpica Hernández består till största delen av jordbruksmark.